# Његушки сир
Његушки сир је сир који се прави у Црној Гори, спада у редове пуномасних сирева. Године 2022. је проглашен другим најбољим сирем на свету.

## Припрема
Овчије млеко се процеди кроз ћедило, а потом се загрева на температури од 32°C до 35°C. Након достизања одређене температуре, додаје се сирило од делова јагњећег желуца. Количина утега треба да буде довољна да се формира чврста краста за 30 до 60 минута. Након што се грудва формира исече се на комаде величине ораха, а након пет минута се и даље уситњава до величине зрна кукуруза. У сурутки се формира грудвица од сира која се постепено загрева на температуру „док рука не издржи” (40—45°C), а све време се обликује руком док не поприми овални облик. Овај процес траје 15—20 минута, а циљ је да се постигне оптимално одвајање сурутке и да се добије жељена текстура грудве.
Формирана грудва се ставља у цедиљку, а ручним пресовањем долази до додатног одвајања сурутке. Грудва се затим ставља у дрвени или метални калуп и пресује. Прво се притисне округлом дрвеном даском, а затим каменом. После дванаест сати цеђења ставља се у ново, суво сито, окреће се на другу страну и поново притиска наредних дванаест сати. После двадесет и четири сата пресовања сир се вади из калупа и соли са сувом сољу. Посољени сир се ставља у кашун, дрвену заштиту. Током прва два дана сир се окреће два–три пута дневно и додатно соли на суву страну. Кашун обезбеђује стабилну температуру која је неопходна за равномерно сољење. После сољења сир сазрева.
Најквалитетнији сир се добија ако се зрење одвија под волатом (просторија са каменим сводом у подруму). Просечна температура током зрења је 16,1°Ц са 87,6% влажности ваздуха. Дуже сазревање даје му пикантнији укус, а зрео сир може да се изложи диму неколико дана умочен у маслиново уље или се ставља у зрна пшенице деведесет до сто педесет дана.